# 24-Stunden-Rennen von Spa-Francorchamps 1975

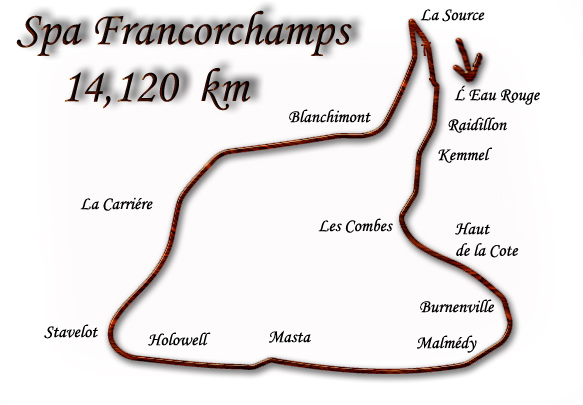
Streckenlayout 1975

Das 27. 24-Stunden-Rennen von Spa-Francorchamps, auch 24 heures de Francorchamps, fand vom 26. bis 27. Juli 1975 auf dem Circuit de Spa-Francorchamps statt und war der vierte Wertungslauf der Trophée de l'Avenir dieses Jahres.

## Das Rennen
Erneut überschatteten fatale Unfälle das 24-Stunden-Rennen. Nach dem Katastrophenrennen 1973, in dem Hans-Peter Joisten, Roger Dubos und Massimo Larini ihr Leben verloren, blieb die Veranstaltung 1974 weitgehend unfallfrei. Am Samstagabend des Rennens 1975, als knapp acht Stunden gefahren waren, verunglückte der Niederländer Wim Boshuis tödlich. Boshuis steuerte einen Opel Commodore GS/E, der sich beim Streckenabschnitt La Carrière drehte und mit der Fahrerseite in Fahrtrichtung, quer auf der Bahn zum Stehen kam. Während einige nachfolgende Fahrzeuge trotz des hohen Tempos ausweichen konnten, wurde der Opel von drei Wagen getroffen. Boshuis starb im Wrack. Es dauerte mehrere Stunden, Wrackteile zu beseitigen und Schäden an der Fahrbahn zu beheben. Nach einer langen Safety-Car-Phase arbeiteten Streckenposten während des laufenden Rennens weiter an der Instandsetzung der Leitplanken. Eine halbe Stunde nach dem Ende der Reparaturarbeiten hatte Alain Peltier im Luigi-Rancing-BMW 3.0CSi zwei Kilometer nach der Unfallstelle, beim Abschnitt Blanchimot, einen Reifenschaden. Er verlor die Kontrolle über den BMW, prallte gegen eine Leitplanke und Überschlug sich. Ein Teil der Leitplanke brach weg und traf den 20-jährigen Streckenposten Michel Wilmet am Kopf. Wilmet starb an der Unfallstelle, Peltier blieb unverletzt.
Wie in den Jahren davor gab es den Zweikampf zwischen den BMW 3.0 CSL und CSi sowie den britischen Ford Capri. Die Division 3 dominierten die Werks-Alfa Romeo 2000 GTV. Alle neun gemeldeten Opel Commodore fielen genauso aus wie zwei der vier Ford Capri. Auch der bei Irmscher aufgebaute und von den Rallyepiloten Rauno Aaltonen und Walter Röhrl gefahrene Opel Manta GT/E kam nach einem Motorschaden nicht ins Ziel. Das Rennen gewann das belgische BMW-Trio Jean Xhenceval, Hughes de Fierlant und Pierre Dieudonné mit neun Runden Vorsprung auf die Markenkollegen Noël van Assche und Yvette Fontaine. Yvette Fontaine war die erste Frau, die bei diesem Rennen unter den ersten drei ins Ziel kam.

## Ergebnisse

### Schlussklassement
| 1                  | Div. 4 | 2  | Luigi Racing                     | Jean Xhenceval Hughes de Fierlant Pierre Dieudonné      | BMW 3.0 CSi               | 300 |
| 2                  | Div. 4 | 4  | Atlas Racing Team                | Noël van Assche Yvette Fontaine                         | BMW 3.0 CSi               | 291 |
| 3                  | Div. 4 | 20 | Hermetite Products               | Les Blackburn Mike Crabtree                             | Ford Capri II 3.0         | 288 |
| 4                  | Div. 3 | 31 | Autodelta S.p.A.                 | Jean-Claude Andruet Spartaco Dini                       | Alfa Romeo 2000 GTV       | 288 |
| 5                  | Div. 3 | 33 | Autodelta S.p.A.                 | Umberto Grano Giancarlo Gagliardi Vincenzo Cazzago      | Alfa Romeo 2000 GTV       | 287 |
| 6                  | Div. 3 | 40 | Lov'Auto Chamaillard             | Max Antichan Jean-Claude Chamaillard                    | Alfa Romeo 2000 GTV       | 283 |
| 7                  | Div. 3 | 32 | Autodelta S.p.A.                 | Mario Litrico Walter Dona                               | Alfa Romeo 2000 GTV       | 282 |
| 8                  | Div. 3 | 37 | Écurie Chardon des Dunes-Dragons | Claude Crespin Eric Mandron                             | Alfa Romeo 2000 GTV       | 278 |
| 9                  | Div. 2 | 64 | East Belgian Racing Team         | Maurice Lenaif Edgar Gillessen Emmanuel Remion          | Toyota Celica GT          | 275 |
| 10                 | Div. 2 | 53 | Audi Racing                      | Johann Abt Hans-Joachim Nowak Michael Endress           | Audi 80 GT                | 270 |
| 11                 | Div. 4 | 21 | Hermetite Products               | Alain Corbisier Dany Swyssen                            | Ford Capri II 3.0         | 269 |
| 12                 | Div. 2 | 54 | Audi Racing                      | Jean-Louis Hecq Jean-Claude Toby P. de Wilde            | Audi 80 GT                | 268 |
| 13                 | Div. 2 | 67 | Arc-en-Ciel Woluwé               | Alphonse Boschi Jean Caufriez                           | Alfa Romeo 1600 GTV       | 261 |
| 14                 | Div. 3 | 38 | Philippe Sougné                  | Claude Cuici Philippe Sougné Jo De Gheldere             | Alfa Romeo 2000 GTV       | 259 |
| 15                 | Div. 3 | 41 | Scuderia Mille Miglia            | Jacques Berger Richard Mattozza Jean Degey              | Alfa Romeo 2000 GTV       | 254 |
| 16                 | Div. 1 | 81 | Racing Team Tissot               | Eddie Vartan Gérard Pirès Jean-Claude Justice           | Simca Rallye 2            | 253 |
| 17                 | Div. 1 | 91 | Ecurie Ardennes                  | Roger Berndtson Ugo Meloni Heinz Gerckens               | Fiat 128 Coupé 1300       | 252 |
| 18                 | Div. 2 | 51 | Audi NSU Angers                  | A. Beziat A. Charlier Jean-Claude Boucher               | Audi 80 GT                | 252 |
| 19                 | Div. 1 | 85 | Amil Racing Team                 | Jean-Daniel Raulet Pierre Laffeach Xavier Dubois        | Datsun Cherry 120A Coupé  | 252 |
| 20                 | Div. 2 | 70 | Ecurie Goodyear Luxembourg       | John Lagodny A. Mathieu                                 | Sunbeam Avenger           | 251 |
| 21                 | Div. 1 | 89 | Scuderia Mille Miglia            | Charles Naveau Tony di Stefano Pierre Jamin             | Fiat 128 Coupé 1300       | 244 |
| 22                 | Div. 1 | 92 | Ecurie Ardennes                  | Alfons Taels Leon Clohse Georges Cremer                 | Fiat 128 Rallye           | 236 |
| 23                 | Div. 2 | 50 | Audi NSU Angers                  | Lucien Guitteny Jean-Claude Boucher                     | Audi 80 GT                | 231 |
| 24                 | Div. 2 | 25 | Butch Tailor Racing Team         | Christine Beckers Jenny Birrell Marianne Hoepfner       | Triumph Dolomite Sprint   | 217 |
| Disqualifiziert    |        |    |                                  |                                                         |                           |     |
| 25                 | Div. 2 | 61 | Postert Toyota Team              | Hans Stukenbrock Horst Bonefeld                         | Toyota Celica GT          |     |
| 26                 | Div. 2 | 46 | KWS Tuning                       | Helmut Döring Aloyse Kridel Botch                       | Ford Escort Mk.I RS 2000  |     |
| Ausgefallen        |        |    |                                  |                                                         |                           |     |
| 27                 | Div. 4 | 19 | Hermetite Products               | Tom Walkinshaw John Fitzpatrick                         | Ford Capri II 3.0         |     |
| 28                 | Div. 4 | 22 | Hermetite Products               | Frans Lubin Raymond Raus                                | Ford Capri II 3.0         |     |
| 29                 | Div. 2 | 60 | Postert Toyota Team              | Uwe Reich Axel Houben                                   | Toyota Celica GT          |     |
| 30                 | Div. 4 | 1  | Luigi Racing                     | Alain Peltier Marc Demol Pierre Dieudonné               | BMW 3.0 CSi               |     |
| 31                 | Div. 3 | 49 | Irmscher Tuning                  | Rauno Aaltonen Walter Röhrl                             | Opel Manta GT/E           |     |
| 32                 | Div. 2 | 58 | Toyota Racing Squad IMC          | Bernard de St. Hubert Willy Braillard                   | Toyota Celica GT          |     |
| 33                 | Div. 2 | 63 | East Belgian Racing Team         | Emile Holvoet Joost Byttebier                           | Toyota Celica GT          |     |
| 34                 | Div. 2 | 63 | Toyota Racing Squad IMC          | Claude Holvoet Francis Polak Jean Wansart               | Toyota Celica GT          |     |
| 35                 | Div. 2 | 62 | Postert Toyota Team DNRT         | Arthur van Dedem Jelle Hingst                           | Toyota Celica GT          |     |
| 36                 | Div. 4 | 8  | BP Belgium                       | Flory Roothaert Paul Calliauw                           | Opel Commodore GS/E       |     |
| 37                 | Div. 4 | 12 | Dutch National Racing Team       | Huub Vermeulen Fred Frankenhout                         | Opel Commodore GS/E       |     |
| 38                 | Div. 4 | 14 | Dutch National Racing Team       | Wim Boshuis Loek Vermeulen Aloys Mattijssen             | Opel Commodore GS/E       |     |
| 39                 | Div. 4 | 3  | Luigi Racing                     | Jean-Jacques Feider Jean-Marie Détrin                   | BMW 3.0 CSi               |     |
| 40                 | Div. 2 | 71 | Racing Team Tissot               | Freddy Grainal Jean-Marie Jacquemin Eric van Peer       | Sunbeam Avenger           |     |
| 41                 | Div. 4 | 5  | Promoteam                        | Jeannot Sauvage Jean-Paul Rieu                          | BMW 3.0 CSi               |     |
| 42                 | Div. 4 | 11 | BP Belgium                       | Arnaud Guiot Dany Wauters Jacky Delhaes                 | Opel Commodore GS/E       |     |
| 43                 | Div. 4 | 6  | BP Belgium                       | Patrick Nève René Tricot                                | Opel Commodore GS/E       |     |
| 44                 | Div. 4 | 15 | Stapol. Ing. et Courses          | Nicolas Bührer Charly Guenin                            | Opel Commodore GS/E       |     |
| 45                 | Div. 4 | 10 | BP Belgium                       | Eddy Joosen Marco                                       | Opel Commodore GS/E       |     |
| 46                 | Div. 4 | 7  | BP Belgium                       | George Forotti Jean-Louis Ravenel Albert Vanierschot    | Opel Commodore GS/E       |     |
| 47                 | Div. 3 | 42 | Elf Racing Luxembourg            | Romain Feitler Jean Welchenbach Nico Demuth             | BMW 2002 TI               |     |
| 48                 | Div. 4 | 16 | Wolf Motor Racing Team           | Jean-Charles Goris Olivier de Croy Baudoin van der Rest | Chrysler Hemicuda         |     |
| 49                 | Div. 4 | 17 | Amil Racing Team                 | Pierre Rubens Hermès Delbar Henry Miroux                | Datsun 260Z               |     |
| 50                 | Div. 1 | 86 | Amil Racing Team                 | Philippe Stevens Henri Sonveau Arsene                   | Datsun Cherry 120A Coupé  |     |
| 51                 | Div. 1 | 80 | Racing Team Tissot               | Remy Marquet Philippe de Leener Maurice Gaspard         | Simca Rallye 2            |     |
| 52                 | Div. 2 | 69 | Novarobel Sapporo-Teac HiFi      | Bernard Carlier Michel de Deyne Roland de Jamblinne     | Alfa Romeo 1600 GT Junior |     |
| 53                 | Div. 3 | 36 | Roland Imbert                    | Roland Imbert Jean-Pierre Wielemans Lanvin              | Alfa Romeo 2000 GTV       |     |
| 54                 | Div. 3 | 34 | Autodelta S.p.A.                 | Claude Ballot-Léna Bernard Béguin                       | Alfa Romeo 2000 GTV       |     |
| 55                 | Div. 3 | 47 | Ecurie des Sources               | Charles van Stalle André Gavage                         | Ford Escort Mk.I RS 2000  |     |
| 56                 | Div. 3 | 45 | Novarobel Sapporo-Teac HiFi      | Daniel Brillat Michel Noé                               | Ford Escort Mk.I RS 2000  |     |
| 57                 | Div. 3 | 26 | Butch Tailor Racing Team         | John Hine Brian Muir Claude de Wael                     | Triumph Dolomite Sprint   |     |
| 58                 | Div. 3 | 27 | Butch Tailor Racing Team         | John Handley Julien Vernaeve René Metge                 | Triumph Dolomite Sprint   |     |
| 59                 | Div. 3 | 29 | Autostal Groeninghe              | Vic Elford Etienne Stalpaert J. Beckers                 | Triumph Dolomite Sprint   |     |
| Nicht gestartet    |        |    |                                  |                                                         |                           |     |
| 60                 | Div. 4 | 9  | BP Belgium                       | Patrick Nève Albert Vanierschot                         | Opel Commodore GS/E       | 1   |
| Nicht qualifiziert |        |    |                                  |                                                         |                           |     |
| 61                 | Div. 3 | 24 | Butch Tailor Racing Team         | Brian Muir René Metge                                   | Triumph Dolomite Sprint   | 2   |
| 62                 | Div. 4 | 18 | Dutch National Racing Team       | David Palmer Aloys Mattijssen                           | Mazda Savanna RX-3        | 3   |
| 63                 | Div. 3 | 48 |                                  | Ken Coffey Cyd Williams                                 | Ford Escort Mk.I RS 2000  | 4   |
| 64                 | Div. 1 | 88 | Scuderia Mille Miglia            | Fernand Néri Fernand Néri junior                        | Fiat 128                  | 5   |

1 Unfall im Training
2 nicht qualifiziert
3 nicht qualifiziert
4 nicht qualifiziert
5 nicht qualifiziert

### Nur in der Meldeliste
Hier finden sich Teams, Fahrer und Fahrzeuge, die ursprünglich für das Rennen gemeldet waren, aber aus den unterschiedlichsten Gründen daran nicht teilnahmen.
| Pos. | Klasse | Nr. | Team                     | Fahrer                                     | Chassis                  |
| ---- | ------ | --- | ------------------------ | ------------------------------------------ | ------------------------ |
| 65   | Div. 1 | 95  | Italpièces Racing Team   | René Laplume Marcel Tarrès                 | Fiat 128                 |
| 66   | Div. 2 | 52  | Audi NSU Angers          | L. Longeau A. Moriceau                     | Audi 80 GT               |
| 67   | Div. 1 | 87  | Amil Racing Team         | Jean-Daniel Raulet C. Stevens Henry Miroux | Datsun Cherry 120A Coupé |
| 68   | Div. 1 | 90  | Scuderia Mille Miglia    | Charles Naveau Pierre Jamin                | Fiat 128 Coupé 1300      |
| 69   | Div. 3 | 28  | Butch Tailor Racing Team | Claude de Wael Brian Muir Roger Bell       | Triumph Dolomite Sprint  |
| 70   | Div. 3 | 44  | Elf Racing Luxembourg    | Carlo Keller A. Mathay J. Becker           | BMW 2002 TI              |
| 71   | Div. 2 | 65  | East Belgian Racing Team | Marc Gerion Maurice Lenaif                 | Toyota Celica GT         |

### Klassensieger
| Klasse | Fahrer              | Fahrer             | Fahrer              | Fahrzeug            | Platzierung im Gesamtklassement |
| ------ | ------------------- | ------------------ | ------------------- | ------------------- | ------------------------------- |
| Div. 4 | Jean Xhenceval      | Hughes de Fierlant | Perre Dieudonné     | BMW 3.0 CSi         | Gesamtsieg                      |
| Div. 3 | Jean-Claude Andruet | Spartaco Dini      |                     | Alfa Romeo 2000 GTV | Rang 4                          |
| Div. 2 | Maurice Lenaif      | Edgar Gillessen    | Emmanuel Remion     | Toyota Celica GT    | Rang 9                          |
| Div. 1 | Eddie Vartan        | Gérard Pirès       | Jean-Claude Justice | Simca Rallye 2      | Rang 16                         |

### Renndaten
- Gemeldet: 71
- Gestartet: 59
- Gewertet: 24
- Rennklassen: 4
- Zuschauer: 80.000
- Wetter am Renntag: warm, leichter Regen
- Streckenlänge: 14,100 km
- Fahrzeit des Siegerteams: 24:00:00.000 Stunden
- Gesamtrunden des Siegerteams: 300
- Gesamtdistanz des Siegerteams: 4230,000 km
- Siegerschnitt: 177,053 km/h
- Pole Position: Tom Walkinshaw – BMW 3.0 CSi (#1) – 4:26,006 = 190,677 km/h
- Schnellste Rennrunde: Alain Peltier – Ford Capri II 3.0 (#19) – 4:24,004 = 191,982 km/h
- Rennserie: 4. Lauf der Trophée de l'Avenir 1975